# Gertrud Bacher
Gertrud Bacher Schoepf (Merano, 28 febbraio 1971) è un'ex multiplista italiana.
Ha al suo attivo due medaglie d'argento nell'eptathlon ai Giochi del Mediterraneo del 1997 e del 2001. Nel 2000 prese parte ai Giochi olimpici di Sydney ottenendo il quattordicesimo posto nell'eptathlon.
Ha detenuto il record italiano nell'eptathlon grazie al punteggio di 6185 punti ottenuto il 9 maggio 1999 a Desenzano del Garda, e l'ha mantenuto per oltre 25 anni, prima di venire superata da Sveva Gerevini nel 2024.

## Record nazionali
- Eptathlon: 6185 p. ( Desenzano del Garda, 9 maggio 1999)

## Palmarès
| Anno | Manifestazione          | Sede              | Evento     | Risultato | Prestazione | Note |
| ---- | ----------------------- | ----------------- | ---------- | --------- | ----------- | ---- |
| 1996 | Europei indoor          | Stoccolma         | Pentathlon | 12ª       |             |      |
| 1997 | Giochi del Mediterraneo | Bari              | Eptathlon  | Argento   | 5859 p.     |      |
| 1998 | Europei                 | Budapest          | Eptathlon  | 10ª       |             |      |
| 1999 | Mondiali                | Siviglia          | Eptathlon  | 14ª       | 6055 p.     |      |
| 2000 | Europei indoor          | Gand              | Pentathlon | 9ª        | 4314 p.     |      |
| 2000 | Giochi olimpici         | Sydney            | Eptathlon  | 14ª       | 5989 p.     |      |
| 2001 | Mondiali                | Edmonton          | Eptathlon  | 9ª        | 6010 p.     |      |
| 2001 | Giochi del Mediterraneo | Tunisi            | Eptathlon  | Argento   | 5764 p.     |      |
| 2002 | Europei indoor          | Vienna            | Pentathlon | dnf       | dnf         |      |
| 2002 | Europei                 | Monaco di Baviera | Eptathlon  | 20ª       | 5093 p.     |      |
| 2003 | Mondiali                | Parigi            | Eptathlon  | 6ª        | 6166 p.     |      |

## Campionati nazionali
- 5 volte campionessa italiana nell'eptathlon (1997, 1998, 2001, 2002 e 2003)
- 5 volte campionessa italiana indoor nel pentathlon (1995, 1999, 2002, 2003 e 2004)

1995
- Oro ai campionati italiani assoluti di atletica leggera indoor, pentathlon - 4013 punti

1997
- Oro ai campionati italiani assoluti di atletica leggera, eptathlon - 5712 punti

1998
- Oro ai campionati italiani assoluti di atletica leggera, eptathlon - 6011 punti

1999
- Oro ai campionati italiani assoluti di atletica leggera indoor, pentathlon - 4165 punti

2001
- Oro ai campionati italiani assoluti di atletica leggera, eptathlon - 5663 punti

2002
- Oro ai campionati italiani assoluti di atletica leggera, eptathlon - 5746 punti
- Oro ai campionati italiani assoluti di atletica leggera indoor, pentathlon - 4106 punti

2003
- Oro ai campionati italiani assoluti di atletica leggera, eptathlon - 6133 punti
- Oro ai campionati italiani assoluti di atletica leggera indoor, pentathlon - 4221 punti

2004
- Oro ai campionati italiani assoluti di atletica leggera indoor, pentathlon - 4260 punti